# Simbaci I Bagratuní
Simbaci I Bagratuní (en grec Συμβάτιος, Simbàtios; en armeni Սմբատ Ա Բագրատունի, Sembat) va ser un noble armeni, el primer membre conegut de la família armènia dels Bagràtides. Va ser senyor del districte de Sper de l'Alta Armènia (Regne d'Armènia), famós per les seves mines d'or.
Moisès de Khorèn va dir que era descendent d'una gran família jueva, i l'emperador romà d'Orient Constantí VII Porfirogènit (c. 913-959), al segle x, va dir que era descendent dels reis bíblics David i Salomó. Se sap que era el pare de Bagrat Bagratuní I.
L'únic esment de Simbaci data del 314, quan es va convertir en aspet (mestre de cavalleria) i thagadir (representant de la corona).
Va ser enviat pel rei Tiridates III d'Armènia (c. 287-330) per buscar a la futura reina Ashkhen, filla del rei dels alans Axidares (Ashkhadar).